# Zylan Cheatham
Zylan Cheatham (ur. 17 listopada 1995 w Phoenix) – amerykański koszykarz, występujący na pozycji niskiego skrzydłowego, obecnie zawodnik Birmingham Squadron.
W 2013 brał udział w Adidas Eurocamp, a w 2017 w Adidas Nations Counselors.
24 listopada 2020 został wytransferowany do Oklahoma City Thunder. 3 grudnia opuścił klub.
22 grudnia 2021 podpisał 10-dniowy kontrakt z Miami Heat. 12 stycznia 2022 zawarł 10-dniową umowę z Utah Jazz. 4 lutego 2022 dołączył na 10 dni do New Orleans Pelicans. Nie wystąpił w żadnym spotkaniu z zespołem. 14 lutego 2022 trafił ponownie do Birmingham Squadron.

## Osiągnięcia
Stan na 8 marca 2022, na podstawie, o ile nie zaznaczono inaczej.
NCAA
- Uczestnik turnieju NCAA (2019)
- Mistrz sezonu regularnego konferencji Mountain West (2016)
- MVP turnieju Diamond Head Classic (2017)
- Zaliczony do:
  - I składu:
    - Pac-12 (2019)
    - defensywnego Pac-12 (2019)
    - turnieju:
      - Pac-12 (2019)
      - Diamond Head Classic (2017)

  - składu honorable mention Mountain West (2017)
- Zawodnik tygodnia Pac-12 (3.12.2018)
- Lider Pac-12 w:
  - średniej zbiórek (10,3 – 2019)
  - liczbie zbiórek defensywnych (278 – 2019)